# 1906 în literatură
- 1905 în literatură — 1906 în literatură — 1907 în literatură

Anul 1906 în literatură a implicat o serie de noi cărți semnificative. 

## Cărți noi
- Robert Musil - Rătăcirile elevului Törless
- Henry Adams - The Education of Henry Adams
- Pio Baroja - King Paradox
- L. Frank Baum - John Dough and the Cherub
  - - Annabel (ca "Suzanne Metcalf")
  - - Aunt Jane's Nieces (ca "Edith Van Dyne")
  - - Daughters of Destiny (ca "Schuyler Staunton")
  - - Sam Steele's Adventures on Land and Sea (ca "Capt. Hugh Fitzgerald")
  - - The Twinkle Tales (ca "Laura Bancroft")
- Rex Beach - The Spoilers
- Hall Caine - Drink: A Love Story on a Great Question
- Paul Carus - Amitabha
- Mary Cholmondeley - Prisoners
- William de Morgan - Joseph Vance
- Arthur Conan Doyle - Sir Nigel
- Ford Madox Ford - The Fifth Queen
- Zona Gale - Romance Island
- John Galsworthy - The Man of Property
- Ellen Glasgow - The Wheel of Life
- Elinor Glyn - Beyond the Rocks
- Remy de Gourmont - A Night in the Luxembourg
- O. Henry - The Four Million
- Hermann Hesse - Beneath the Wheel
- Selma Lagerlöf - The Wonderful Adventures of Nils Holgerson
- Arthur Machen - The House of Souls
- George Moore (romancier) - My Dead Life
- Edith Nesbit - The Railway Children
  - The Story of the Amulet
- Baroneasa Orczy - I Will Repay (roman)
  - A Son of the People
- David Maclean Parry - The Scarlet Empire
- Felix Salten (atribuită) - Josephine Mutzenbacher
- Upton Sinclair  - The Jungle
- Natsume Sōseki - Botchan
- Frank Thiess - Men At War
- Mark Twain - What Is Man?
- Mary Augusta Ward - Fenwick's Career
- H. G. Wells - În zilele cometei
- Owen Wister - Lady Baltimore

## Premii
- Premiul Nobel pentru Literatură: